# یوسیپ پیرمایر
یوسیپ پیرمایر (انگلیسی: Josip Pirmajer; ۱۴ فوریهٔ ۱۹۴۴ – ۲۴ ژوئن ۲۰۱۸) بازیکن و مربی فوتبال اهل یوگسلاوی بود.
از باشگاه‌هایی که در آن بازی کرده‌است می‌توان به باشگاه فوتبال نیم المپیک، باشگاه فوتبال وویوودینا، و باشگاه فوتبال پارتیزان اشاره کرد.
وی همچنین در تیم ملی فوتبال یوگسلاوی بازی کرده‌است.
وی در مسابقات کشوری و بین‌المللی در مجموع برندهٔ ۱ مدال طلا شده‌است.